# Scaposerixia
Scaposerixia is een kevergeslacht uit de familie van de boktorren (Cerambycidae). De wetenschappelijke naam van het geslacht werd voor het eerst geldig gepubliceerd in 1975 door Breuning.

## Soorten
Scaposerixia omvat de volgende soorten:
- Scaposerixia bicolor (Pic, 1926)
- Scaposerixia pubicollis (Pic, 1932)